# Liste der brasilianischen Botschafter auf den Bahamas
Die Botschaft befindet sich im Sandringham House, 83 Shirley Street in Nassau.

## Botschafter
| Ernannt       | Name                                         | Bemerkungen                    | Mensagem Senado Federal | im Senat des Nationalkongress vorgestellt am | ernannt von               | akkreditiert bei | Posten verlassen |
| ------------- | -------------------------------------------- | ------------------------------ | ----------------------- | -------------------------------------------- | ------------------------- | ---------------- | ---------------- |
| 27. Sep. 1989 | Antônio Carlos Diniz de Andrada              | Amtssitz in Kingston (Jamaika) | MSF 171 de 1989         | José Sarney                                  | Lynden O. Pindling        |                  |                  |
| 9. Feb. 1996  | Sérgio de Souza Fontes Arruda                | Amtssitz in Kingston (Jamaika) | MSF 362 de 1995         | 25. Jan. 1996                                | Fernando Henrique Cardoso | Hubert Ingraham  |                  |
| 16. Nov. 2006 | Tomas Mauricio Guggenheim                    |                                | MSF 113 de 2006         | 7. Nov. 2006                                 | Luiz Inácio Lula da Silva | Perry Christie   |                  |
| 23. Dez. 2010 | Ronaldo de Campos Veras                      |                                | MSF 276 de 2010         | 24. Nov. 2010                                | Luiz Inácio Lula da Silva | Hubert Ingraham  |                  |
| 17. Okt. 2013 | Carlos Eduardo Sette Câmara da Fonseca Costa |                                | MSF 30 de 2013          | 3. Juli 2013                                 | Dilma Rousseff            | Perry Christie   |                  |

Quelle: